# Herb gminy Rzepiennik Strzyżewski
Herb gminy Rzepiennik Strzyżewski – jeden z symboli gminy Rzepiennik Strzyżewski, ustanowiony 12 grudnia 2002.

## Wygląd i symbolika
Herb przedstawia na tarczy  w polu błękitnym, w głowie tarczy topór o ostrzu srebrnym i stylisku (toporzysku) złotym w prawo i głowicę pastorału biskupiego w słup srebrna w lewo, na trzonie złotym. Pod nimi dwa liście rzepienia w skos do brzegów tarczy złote, u podstawy każdego liścia potrójny kwiatostan rzepienia, również złoty. Jest to połączenie nawiązanie do nazwy gminy oraz właścicieli terenów gminy: rodu Tarłów herbu Topór i kapituły krakowskiej.